# Epinephelus awoara
Epinephelus awoara är en fiskart som först beskrevs av Temminck och Hermann Schlegel 1842.  Epinephelus awoara ingår i släktet Epinephelus och familjen havsabborrfiskar. IUCN kategoriserar arten globalt som otillräckligt studerad. Inga underarter finns listade i Catalogue of Life.